# Jonáš Nigrini

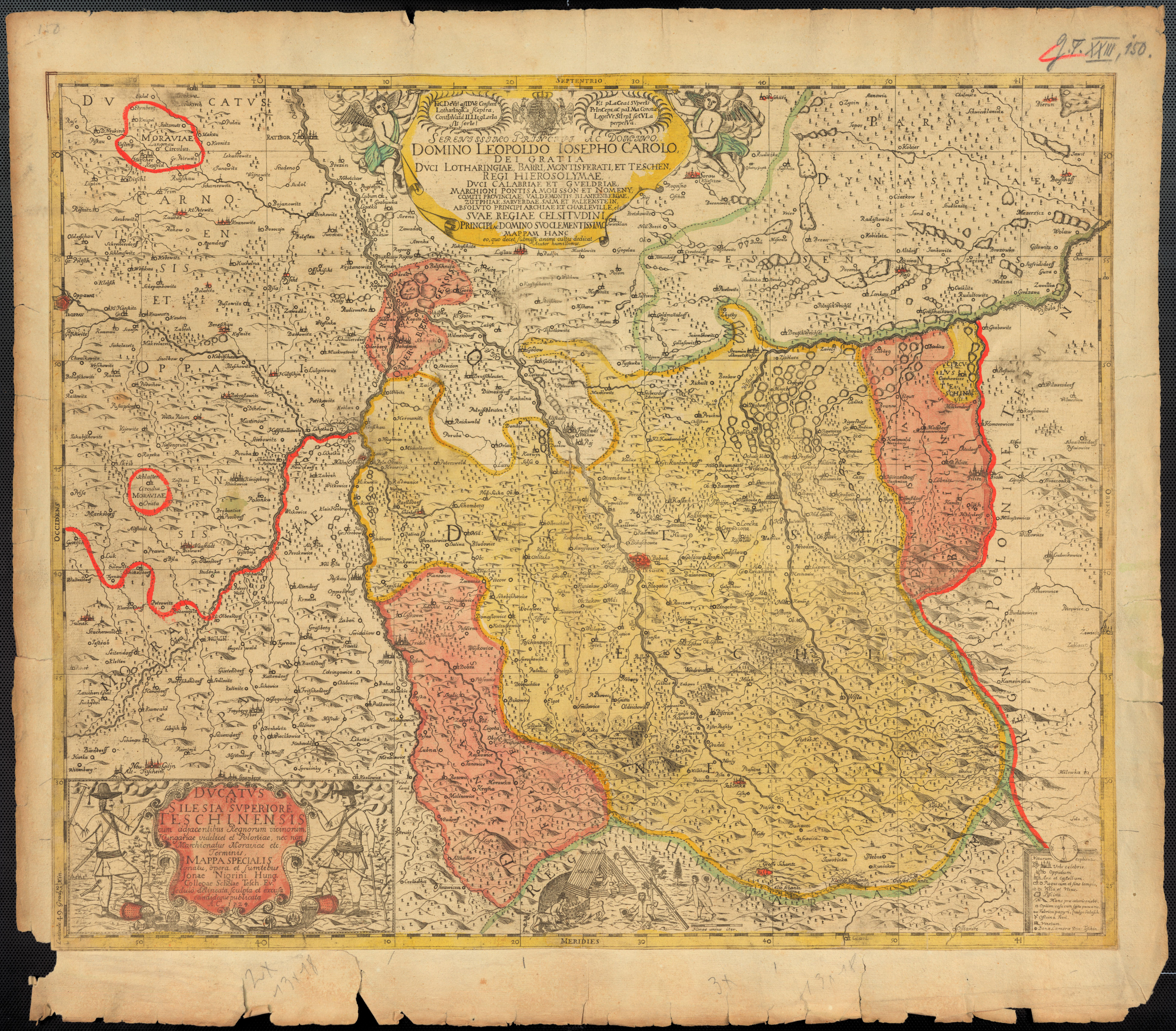
Nigriniho mapa Těšínského knížectví

Jonáš Nigirni, též Jonas Nigrinus (* poslední čtvrtina 17. stol., Banská Belá – září 1742, asi Banská Štiavnica) byl evangelický učitel, skladatel duchovních písní a kartograf slovenského původu, známý především vytvořením mapy Těšínského knížectví.
Studoval na univerzitě ve Wittenbergu. V Letech 1713–1725 působil na evangelické Ježíšově škole v Těšíně a jako kantor v Ježíšově kostele. Roku 1724 vydal první verzi své mapy Těšínského knížectví. Mapa byla úřady konfiskována, autor byl potrestán a musel opustit Těšín. Odešel na Slovensko, kde působil jako rektor v Necpalech a Modre; následně odešel do Banské Štiavnice, kde byl učitelem a posléze konrektorem na evangelickém lyceu.